# Eyselita
L'eyselita és un mineral de la classe dels òxids. Rep el nom en honor de Walter Hans Eysel (1935-1999), professor de cristal·lografia, de la Universitat Ruprecht Karls de Heidelberg, a Alemanya, per les seves contribucions a l'estudi dels germanats i per les seves nombroses contribucions al fitxer de difracció de pols.

## Característiques
L'eyselita és un òxid de fórmula química Fe3+Ge4+
3O₇(OH). Va ser aprovada com a espècie vàlida per l'Associació Mineralògica Internacional l'any 2003, i la primera publicació data del 2004. Cristal·litza en el sistema ortoròmbic.
Segons la classificació de Nickel-Strunz, l'eyselita pertany a «04.DM - Minerals òxids amb proporció metall:oxigen = 1:2 i similars, amb cations grans (+- mida mitja); sense classificar» juntament amb els següents minerals: rankamaïta, sosedkoïta, cesplumtantita i kuranakhita.

## Formació i jaciments
Va ser descoberta a la mina Tsumeb, situada a la localitat homònima de la regió d'Otjikoto, a Namíbia. Aquesta espècie minerals no ha estat descrita en cap altre indret del planeta.